# Campanula jurjurensis
Campanula jurjurensis là loài thực vật có hoa trong họ Hoa chuông. Loài này được (Chabert) Witasek mô tả khoa học đầu tiên năm 1902.